# Mirrorball
Mirrorball — перший живий альбом англійської групи Def Leppard, який був випущений 7 червня 2011 року.

## Композиції
1. Rock! Rock! (Till You Drop) - 3:55
2. Rocket - 4:29
3. Animal - 4:02
4. C'mon C'mon - 4:00
5. Make Love Like a Man - 5:56
6. Too Late for Love - 5:17
7. Foolin' - 5:06
8. Nine Lives - 3:35
9. Love Bites - 7:28
10. Rock On - 5:10
11. Two Steps Behind - 4:29
12. Bringin' On the Heartbreak - 5:08
13. Switch 625 - 4:14
14. Hysteria - 6:20
15. Armageddon It - 5:19
16. Photograph - 4:35
17. Pour Some Sugar on Me - 5:05
18. Rock of Ages - 6:11
19. Let's Get Rocked - 6:11
20. Action - 4:01
21. Bad Actress - 3:31
22. Undefeated - 4:40
23. Kings of the World - 6:12
24. It's All About Believin' - 4:22

## Учасники запису
- Джо Елліотт — вокал
- Філ Коллен — гітара
- Вівіан Кемпбелл — гітара
- Рік Севідж  — бас-гітара
- Рік Аллен — ударні